# Лебединський гурт "Барвінок"
«Барвінок» — жіночий фольклорний колектив села Лебедин на Черкащині.

## Історія створення
1974 року у селі Лебедин (Черкаська область) Ніна Володимирівна Волик та Любов Семенівна Онищенко створили народний аматорський аутентичний жіночий колектив «Барвінок». Але через два роки Ніна Володимирівна виїхала до Італії, залишивши керівником свою колегу Любов Семенівну. Колектив складався з дванадцяти виконавців. Вони попоїздили свого часу по Україні, пороздивлялися та набралися досвіду. Репертуар колективу складався з народних пісень. Щоразу на виступах вони дивували глядачів новими цікавими композиціями, адже Любов Семенівна отримала від свого дідуся збірку пісень 1920 року випуску.
Пройшов час. Дехто помер, дехто залишив колектив через сімейні проблеми. Але керівник гурту зібрала нових виконавців.
Сьогодні у «Барвінку» вісім вокалісток — Любов Медяник, Олена Терещенко, Галина Гребенюченко, Олена Остропальченко, Марія Власова, Надія Полюх, Тамара Балан та Любов Онищенко, художній керівник гурту. Легка вдача і талант гурту допомагає їм утримувати популярність і залишатись самобутніми, йти до нових успіхів.
З гумором та втіхою згадують вони свої спільні пригоди. Якось на фестиваль народної творчості, що кожного року проходить на національному ярмарку в Сорочинцях, барвінчанам пошили чудові червоні черевики, в яких колектив мав показати композицію «Хіврина хата». Але в Сорочинцях чоботи порвалися. Порадившись між собою, вокалісти вирішили вийти на сцену босоніж. В репертуарі вони привезли з собою 25 пісень. В кінці фестивалю жіночий колектив «Барвінок» отримав найвищу нагороду — Гран-прі. Вручаючи нагороду, організатори фестивалю підкреслили, що вихід на сцену босоніж — це великий плюс, адже наші бабусі не одягали чобіт, працюючи в полі.

## Нагороди
У гурту чимало нагород: 12 грамот, 7 дипломів, 2 найвищі нагороди — Гран-прі (вперше таку нагороду отримали на фестивалі «Пасхальні дзвони»).
Сьогодні колектив «Барвінок» знають в різних регіонах України. Бо, попри свій поважний вік, члени гурту не засиджуються на місці, залюбки діляться своєю творчістю з українцями.

## Репертуар
В репертуарі налічується близько 280 пісень, серед них і старовинні «Віє вітер, лози розхиляє», «Ой мати, мати, наїхали гості», «Прощавайте, рідні села» Анастасії Лисенко, декілька сучасних пісень: «Дарія ти моя», «Свекруха», «Очеретом качки гнали»… Серед найулюбленіших (Любов Семенівна наспівує): Край села стоїть хатина, Похилилася вона, В тій хатині живе Ярина, Одинока і сумна…
Великий внесок у розвиток колективу зробила Л. С. Онищенко. Нот її навчив батько, а згодом вона брала участь у хорі чоловіка — Миколи Панасовича Онищенка. Він навчався в Київській консерваторії, закінчив Московський університет ім. Крупської. Створив колектив, народний хор, виконував свої пісні в тріо, був керівником духового оркестру.
Завдяки Л. С. Онищенко у колективу такий багатий репертуар. Вона нагороджена Почесною грамотою за вагомий особистий внесок у створення духовних цінностей та високу професійну майстерність. Любов Семенівна вже сьогодні готує собі достойну зміну і мріє, щоб їхній «Барвінок» і надалі залишався унікальним.